# 1910 en Italie
Chronologie de l'Italie
- 1906
- 1907
- 1908
- 1909
- 1910
- 1911
- 1912
- 1913
- 1914

## Événements

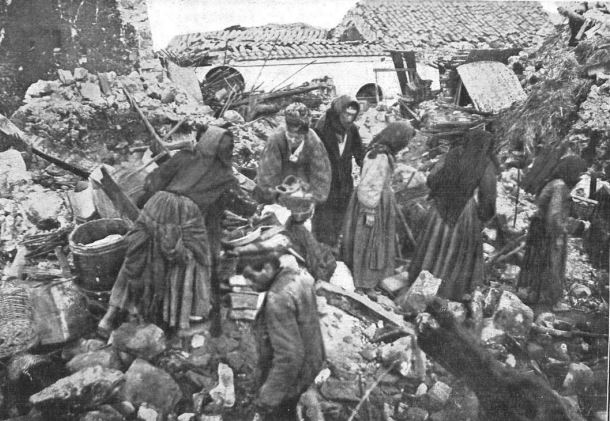
Les habitants de Calitri sauvent ce qu'ils peuvent.

- 11 mars : fondation de la Gran Loggia d'Italia[1].
- 20 mars : Luigi Devoto (it) inaugure à Milan la clinique du travail, le premier institut scientifique pour l'étude de la pathologie professionnelle[2].
- 25 mars : début de « l'exil volontaire » de Gabriele D'Annunzio en France à la suite des ennuis judiciaires provoqués par son endettement[3].
- 31 mars : le président du Conseil italien Sidney Sonnino démissionne[4]. Le roi appelle Luigi Luzzatti qui se présente à la Chambre en avril[5].

- 5 mai : fondation à Turin de la Confederazione generale dell'industria italiana (Confédération générale de l'industrie)[6].

- 5 juin : la direction nationale du Parti socialiste italien décide de soutenir le nouveau gouvernement à une courte majorité[7].
- 7 juin : tremblement de terre dans la province d'Avellino avec son épicentre à Calitri[8].

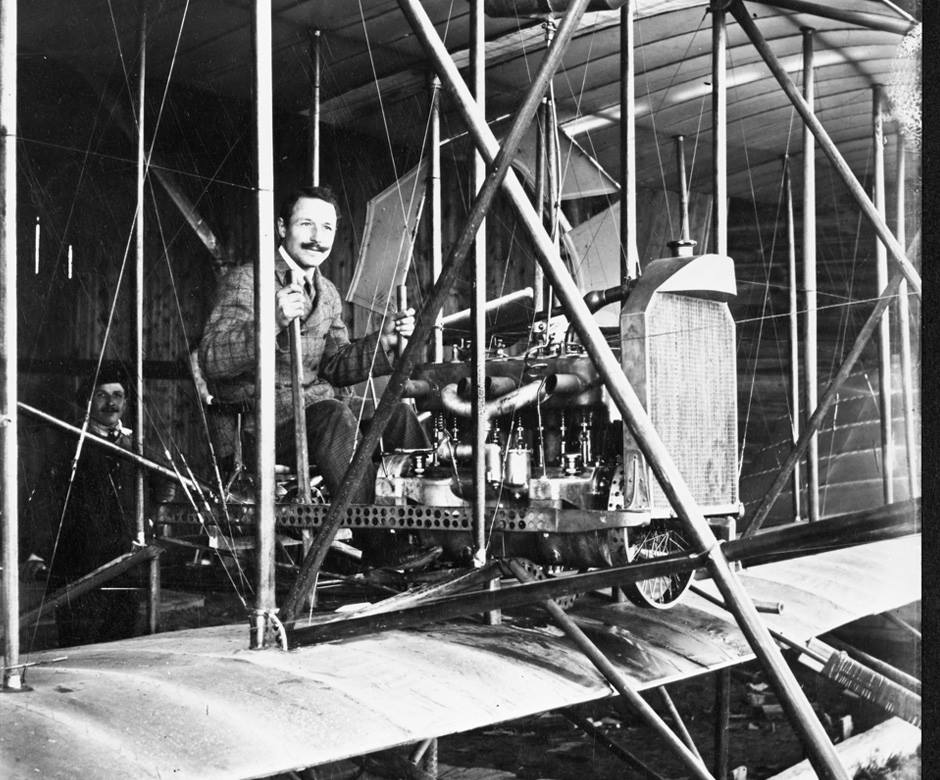
Biplan Santoni-Franchini, premier avion équipé d'un moteur fabriqué par A.L.F.A., le 17 septembre 1910.

- 27 juin : fondation de la société A.L.F.A., Anonima Lombarda Fabbrica Automobili, plus tard rebaptisée Alfa Romeo[9].

- 3 juillet : la Chambre approuve la loi sur la dévolution à l’État de l’instruction élémentaire obligatoire. Elle est approuvée par le Sénat en avril 1911 et exécuté à partir du 4 juillet 1911[10].
- 21-25 octobre : congrès du Parti socialiste italien à Milan[11].

- 3-5 décembre : le premier congrès nationaliste se réunit à Florence ; création de l'Association nationaliste italienne sous l'égide d'Alfredo Oriani et de Giovanni Papini[12], inspirés par Enrico Corradini[13].

- Décembre : le gouvernement italien présente à la Chambre un projet de loi pour élargir le suffrage et rendre le vote obligatoire. Le projet suscite, pour des raisons différentes, des oppositions de la droite et de la gauche[5].

## Culture

### Opéras créés en 1910
- 20 novembre : Semirâma, opéra d'Ottorino Respighi, créé au Teatro Comunale de Bologne.
- 12 décembre : La Fille du Far-West, opéra de Giacomo Puccini, créé à New York sous la direction de Puccini avec Enrico Caruso.

## Naissances en 1910
- 12 avril : Gillo Dorfles, critique d’art, peintre et philosophe. († 2 mars 2018)
- 24 avril : Pupella Maggio (Giustina Maggio), actrice. († 8 décembre 1999)
- 2 octobre : Michele Riccardini, acteur. († 24 juillet 1978)
- 8 décembre : Mario Amendola, réalisateur et scénariste.. († 22 décembre 1993)

## Décès en 1910
- 10 mars : Carlo Mancini, 81 ans, peintre, connu pour ses paysages et ses sujets ruraux, principalement tirés de scènes de la campagne de la Brianza. (° 28 février 1829).
- 3 septembre : Enrico Mazzanti, 60 ans, ingénieur et dessinateur qui fut le premier illustrateur du Pinocchio de Carlo Collodi. (° 5 avril 1850)